# 新俄勒岡鎮區 (愛荷華州霍華德縣)
新俄勒岡鎮區（英語：New Oregon Township）是位於美國愛荷華州霍華德縣的一個行政鎮區。

## 地方資料
根據2010年美國人口普查的數據，新俄勒岡鎮區的面積為130.39平方千米，當中陸地面積為130.34平方千米，而水域面積為0.05平方千米。當地共有人口739人，而人口密度為每平方千米5.67人。